# 厚重刺鎧蝦
厚重刺鎧蝦（学名：Munida crassa）为鎧甲蝦科刺鎧蝦屬下的一个种。